# デクラン・クイン
デクラン・クイン（Declan Quinn 1957年- ）はアメリカ合衆国の映画撮影監督。

## 略歴
イリノイ州シカゴ生まれ。両親共にアイルランド系。兄弟のエイダンは俳優、ポールは映画監督・脚本家、姉妹のマリアンは女優。10代の時にアイルランドに移住するが、アメリカに戻りシカゴのw:Columbia College Chicagoで学んだ。
再びアイルランドに戻り、U2のボノに出会い、ミュージック・ビデオやU2のドキュメンタリー映画の撮影を手がけた。
1989年にアメリカに戻り、アメリカとアイルランドで映画撮影監督として活躍。これまでミラ・ナイールやジム・シェリダン、マイク・フィギス、ジョナサン・デミ、ニール・ジョーダンといった監督の作品で撮影を務めた。

## 主な作品
- ブラッド&コンクリート Blood and Concrete  (1990)
- エルム街の悪夢 ザ・ファイナルナイトメア Freddy's Dead: The Final Nightmare (1991)
- 42丁目のワーニャ Vanya on 42nd Street (1994)
- リービング・ラスベガス Leaving Las Vegas (1995)
- カーマ・スートラ/愛の教科書 Kama Sutra: A Tale of Love  (1996)
- ワン・ナイト・スタンド One Night Stand (1997)
- フィオナが恋していた頃 This Is My Father (1998)
- 母の眠り One True Thing (1998)
- フローレス Flawless (1999)
- 28DAYS 28 Days (2000)
- モンスーン・ウェディング Monsoon Wedding (2001)
- イン・アメリカ/三つの小さな願いごと In America (2002)
- コールド・クリーク 過去を持つ家 Cold Creek Manor (2003)
- 悪女 Vanity Fair (2004)
- プルートで朝食を Breakfast on Pluto (2005)
- ゲット・リッチ・オア・ダイ・トライン Get Rich or Die Tryin (2005)
- レイチェルの結婚 Rachel Getting Married (2008)
- プライド&グローリー Pride and Glory (2008)
- 50歳の恋愛白書 The Private Lives of Pippa Lee (2009)
- ロバート・デ・ニーロ エグザイル Being Flynn (2012)
- アドミッション -親たちの入学試験- Admission (2013)
- アメイジング・ジャーニー 神の小屋より The Shack (2017)
- アザーフッド 私の人生 Otherhood (2019)
- シルヴィ 〜恋のメロディ〜 Sylvie's Love (2020)
- ブロードウェイ ドリーム! Better Nate Than Ever (2022)